# 森駅 (大阪府)
森駅（もりえき）は、大阪府貝塚市森にある水間鉄道水間線の駅である。

## 歴史
- 1926年（大正15年）1月30日：開業。

## 駅構造
単式ホーム1面1線を有する地上駅。駅員無配置駅。駅舎や改札は設けられておらず、直接ホームに入る形となる。
2009年（平成21年）6月1日のPiTaPa対応・ワンマン化以降も、当駅にはICカードリーダー等を設置する予定はなく、運賃精算には車内の整理券発行機・運賃回収箱・ICカードリーダーを使用することとなる。

## 利用状況
「大阪府統計年鑑」によると、2019年（令和元年）次の1日平均乗降人員は737人（乗車人員：377人、降車人員：360人）である。
近年の1日平均乗降人員推移は下記の通り。
| 年次   | 1日平均 乗降人員 | 1日平均 乗車人員 | 出典   |
| ------ | ---------------- | ---------------- | ------ |
| 2010年 | 591              | 298              | [ 1 ]  |
| 2011年 | 604              | 305              | [ 2 ]  |
| 2012年 | 616              | 311              | [ 3 ]  |
| 2013年 | 682              | 347              | [ 4 ]  |
| 2014年 | 730              | 372              | [ 5 ]  |
| 2015年 | 733              | 374              | [ 6 ]  |
| 2016年 | 702              | 359              | [ 7 ]  |
| 2017年 | 723              | 370              | [ 8 ]  |
| 2018年 | 740              | 378              | [ 9 ]  |
| 2019年 | 737              | 377              | [ 10 ] |

## 駅周辺
- 稲荷神社（森稲荷神社）
- こころあ病院（旧・貝塚サナトリウム）
- 大阪府道40号岸和田牛滝山貝塚線

## その他
- 当駅は森稲荷神社付近に設置される予定だったが、このあたりに創設者の親族が住んでいたため、現在の位置に設置された。

## 隣の駅
水間鉄道
■水間線
名越駅 - 森駅 - 三ツ松駅